# 東濃朝鮮初中級学校
東濃朝鮮初中級学校（とうのうちょうせんしょちゅうきゅうがっこう、도노조선초중급학교）は、かつて学校法人岐阜朝鮮学園が運営していた岐阜県土岐市にあった朝鮮学校である。
日本の幼稚園・小中学校に相当する教育を行っていた各種学校（非一条校）だが、愛知県にある東春朝鮮初中級学校に統合された。その後、校舎は廃墟と化している。

## 沿革
- 1975年 - 開校[1][2]
- 1997年 - 中級部が東春朝鮮初中級学校に統合される
- 1998年 - 初級部が同校に統合され休校

## 学科
- 中級部
- 初級部
- 幼稚班

## 出身者
木下太志

## 所在地
- 〒509-5132 岐阜県土岐市泉町大富939-22